# Ypsilon
Ypsilon (grekiska ύψιλον ýpsilon) (versal: Υ, gemen: υ) är den 20:e bokstaven i det grekiska alfabetet. Dess uttal var ursprungligen ett kort o-ljud, [u], men förändrades sedan till [y] eller [yː]. I modern grekiska representerar den normalt [i] och ibland även [v] eller [f] efter alfa och epsilon.
I det joniska talbeteckningssystemet hade ypsilon värdet 400.
Ypsilon har givit upphov till flera bokstäver i det latinska alfabetet: förutom Y, y har både V, v och U, u – och indirekt W, w – sitt ursprung i denna bokstav. Det har också givit upphov till У, у i det kyrilliska alfabetet.

## Ypsilon i grekiska
Ypsilon var den första bokstav som grekerna lade till i det alfabet som de övertagit från fenicierna på 700-talet f.Kr. och anpassat för sitt språk. Den placerades på vad som då var den sista platsen, efter bokstaven tau. Grekerna använde en variant av bokstaven wāw 

i det feniciska alfabetet. Tidigare hade de använt en annan version av wāw för sin bokstav digamma med ljudvärdet [w]. Bokstavens ljudvärde var [u] men i början av ord [hu]. Den hade inget långt namn som "alfa" och "beta", utan den hette helt enkelt Υ, vilket uttalades [hu].
På grekisk klassisk tid hade uttalet i många av de ord som skrevs med Υ glidit framåt i munhålan till ett [y]-ljud, och bokstaven uppfattades stå för det ljudet. Den kallades då [hy]. På detta uttal grundar sig den anatomiska termen på latin os hyoidéum, det ypsilonformade benet (efter grekiskans hyoeídes). Det är tungbenet eller hyoidbenet, som är format som en hästsko eller rättare sagt som lilla bokstaven υ.
Diftongerna eu, au och ou fortsatte man att skriva med ευ, αυ och ου, och den sista bokstavskombinationen fick användas även för att beteckna det rena [u]-ljudet.
På 1000-talet e.Kr. hade uttalet av alla [y]-ljud gått över till [i]. 

Även diftongerna ει, οι och υι fick uttalet [i] och för att skilja dessa skrivsätt åt, infördes uttrycket ὔ ψιλόν y psilón "enkelt y" (sammandraget till ýpsilon och uttalat [ipsilon]), för bokstaven Υ/υ i motsats till tvåbokstavskombinationerna.

I grekiska språket står bokstaven Υ/υ alltsedan dess för ljudet [i] och uttalas [ípsilon]. Däremot är ου fortfarande en digraf för [u], och ευ och αυ uttalas [ef, af] eller [ev, av] beroende på om de följs av ett tonlöst eller tonande ljud.
I de moderna europeiska språken är beteckningarna växlande:
- Ypsilon på tyska, nederländska, svenska, danska, norska, finska samt tjeckiska och italienska
- Üpsilon på estniska och ungerska
- Ipsilon på ryska, vitryska, ukrainska, serbiska, kroatiska, bulgariska, turkiska samt spanska och katalanska
- Upsilon på franska (uttal [yp-]) och på engelska (uttal [ˈʌpsɨlɒn], eller (i UK) [juːpˈsaɪlən] eller (i US) [ˈjuːpsɨlɒn])

| Proto-semitisches Waw-Zeichen | Phönizisches Waw | Griechisches Ypsilon | Etruskisches U/V/Y | Lateinisches Y |
| Protosemitiskt wāw-tecken     | Feniciskt wāw    | Grekiskt ypsilon     | Etruskiskt U/Y     | Latinskt Y     |

## Ypsilon i etruskiska och latin
Etruskerna övertog det grekiska ypsilon redan när det hade ljudvärdet [u], [hu] och använde bokstaven även för [w]. Med tiden försvann den nedre stapeln på bokstaven så att den fick formen V. Romarna övertog både formen V och uttalet [u] och [w]. (Däremot hade latinet inte ljudet [v], fastän detta är det uttal som vi idag använder när vi talar latin.) För den senare utvecklingen av bokstaven, se latinska bokstaven V.
Efter romarnas erövring av Grekland uppkom behovet att kunna skriva grekiska namn och lånord med latinska bokstäver, vilket resulterade i att bokstaven ypsilon återigen infördes i det latinska alfabetet, men denna gång i sin ursprungliga form Y. Eftersom latinet inte hade ljudet [y], uttalades bokstaven [i] eller ibland [u], utom av dem som tillhörde den bildade klassen. Dess namn var Y græca, "grekiskt Y".
Den romerske kejsaren Claudius försökte under första århundradet vt införa en helt ny bokstav, som liknade ett halvt H [Ⱶ], för en mellanvokal sonus medius, och den kom ibland att användas i stället för Y i inskriptioner. Bokstaven överlevde dock inte Claudius.

## Tekniska symboler
- Inom partikelfysik betecknar stora bokstaven ypsilon en ypsilon-meson. Som symbol används alltid Υ med "bockhorn" {\displaystyle \,\Upsilon }, som skiljer sig från den latinska bokstaven Y (hyperladdning)
- Inom astrofysik betecknar {\displaystyle \Upsilon } förhållandet mellan massa och ljus.

## Symbolism

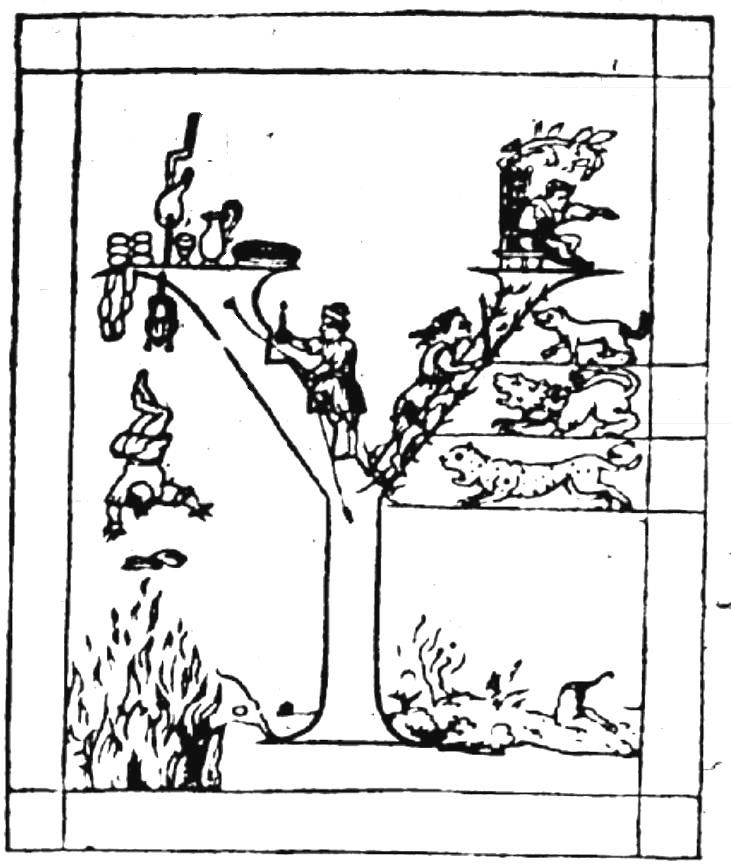
Geoffroy Tory Ypsilon

Ypsilon har kallats Pythagoras bokstav eftersom Pythagoras använde den som ett emblem för skiljevägen mellan dygd och last.
 
Den romerske författaren Persius skrev i Satir III (med syftning på att Pythagoras verkade på ön Samos):
"och den bokstav som har brett ut sina samiska grenar, har visat dig på den branta stig som höjer sig till höger"
Lactantius en tidig kristen författare (ca. 240 – ca. 320) hävisade också till detta:
"Ty de säger att människans liv förlöper likt bokstaven Y, eftersom varje man, som har nått tröskeln till sin tidiga ungdom och har anlänt till den plats "där vägen skiljer sig åt två håll", är i tvivel och tvekar och inte vet åt vilket håll han skall vända sig." 
Temat om den unge mannens val av livsväg formulerades av Xenofon med Herkules som centralfigur och var i tvåtusen år ett välkänt ämne, ofta utvecklat i samband med bilden av det pythagoreiska Y:et. I Sverige har framställningen i Georg Stiernhielms tankedikt "Hercules" blivit förebildlig, även om den inte direkt hänvisar till bokstaven. 

## Unicode
|   | decimalt | hexadecimalt | HTML      |
| - | -------- | ------------ | --------- |
| υ | 965      | 3C5          | &upsilon; |
| Υ | 933      | 3A5          | &Upsilon; |